# Saint-Raphaël, Dordogne
Saint-Raphaël là một xã, nằm ở tỉnh Dordogne vùng Aquitaine của Pháp. Xã này có diện tích 7,13 km², dân số năm 2005 là 104 người. Xã nằm ở khu vực có độ cao trung bình 288 m trên mực nước biển.

## Hành chính
| Danh sách các xã trưởng                |            |                        |      |         |
| Giai đoạn                              | Giai đoạn  | Tên                    | Đảng | Tư cách |
| 1987                                   | đương chức | Jean-Claude Coustillas | UMP  | hưu trí |
| Tất cả các dữ liệu trước đây không rõ. |            |                        |      |         |

## Thông tin nhân khẩu
| Năm    | 1962 | 1968 | 1975 | 1982 | 1990 | 1999 | 2005 |
| ------ | ---- | ---- | ---- | ---- | ---- | ---- | ---- |
| Dân số | 120  | 112  | 89   | 93   | 109  | 93   | 104  |